# Rafael García Ormaechea
Rafael García Ormaechea y Mendoza (Madrid, 19 de febrero de 1876-Santander, 21 de noviembre de 1938) fue un político, abogado y autor español.

## Biografía
Nacido en Madrid el 18 de febrero de 1876, estudió Derecho en la Universidad Central. En 1901 publicó la Evolución del Derecho, donde defendió la reorganización de las instituciones del derecho civil.
Fue uno de los socialistas elegidos como concejales del Ayuntamiento de Madrid en las elecciones municipales de noviembre de 1905, junto a Pablo Iglesias Posse y Francisco Largo Caballero. García Ormaechea, que tradujo al castellano el Manifiesto del Partido Comunista en 1906, acabaría saliendo del PSOE.
Adscrito a una línea monárquica y miembro del Instituto Nacional de Previsión, fue asesor de Eduardo Dato. Desempeñó el cargo de gobernador civil de la provincia de Valencia en 1922.
Ocupó diversos cargos durante la dictadura de Primo de Rivera —operó como enlace de la dictadura con los líderes socialistas y sindicalistas, con los que siguió manteniendo buena relación— y la dictablanda del general Berenguer. En 1932 publicó Supervivencias feudales en España.
Durante la guerra civil, huyó de la zona republicana hacia Francia, instalándose posteriormente en la zona sublevada. Falleció el 21 de noviembre de 1938, en Santander.